# Waterhuizen
Waterhuizen (Gro.: Woaterhoezen) – wieś w Holandii, w prowincji Groningen, w gminie Hoogezand-Sappemeer. 